# Combate de Cangallo
El combate de Cangallo fue un enfrentamiento militar librado en diciembre de 1820 durante la Independencia de Perú, entre las fuerzas del Ejército Real del Perú y las montoneras partidarias de la Expedición Libertadora del Perú, con victoria de las primeras.

## Antecedentes
Después de la derrota en Huamanga, el brigadier realista Mariano Ricafort continuó su campaña siguiendo la retaguardia de la división patriota del general Juan Antonio Álvarez de Arenales. Los indígenas locales, sublevados por la columna patriota, se habían refugiado en el pueblo de Cangallo, aliándose con los morochucos locales; estos ganaderos habían sido fuertemente afectados por la guerra, llevándoles a pronunciarse contra el régimen colonial. Después de todo, la presión para alimentar a los 9000 soldados del ejército colonial que estaban por la región serrana caía sobre los ganados y sus propietarios. Los indígenas se prepararon para luchar después de desechar los ofrecimientos de amnistía de Ricafort, quien probablemente jamás los hubiera cumplido.

## Fuerzas enfrentadas
El 2 de diciembre, el brigadier se aproximó con sus soldados a la localidad. Mitre señala que eran 400 infantes, 200 jinetes y una pieza de artillería. Galdo Gutiérrez coincide en el mismo total de soldados y artillería. En cambio, Paz Soldán coincide con el número de caballería y artillería, pero eleva la infantería a 480 plazas. En una carta de Ricafort al virrey, escrita en Huancavelica el 18 de diciembre, publicado en la Gaceta del Gobierno de Lima, en Lima el 27 de diciembre de 1820, coincide con el anterior en el número de infantes y pero reduce los jinetes a 160.
Según una carta escrita por el general monárquico Juan Ramírez Orozco, escrita el 1 de enero de 1820 en Puno al Ministro de Guerra, los rebeldes eran 3000 a 4000 indios. Mitre, Paz Soldán, Barros Arana y Husson no se apartan de esta cifra, afirmando que unos 4000 morochucos lucharon o incluso que pasaban ese número. No tenían muchas armas de fuego y ninguna organización, pero confiaban en su superioridad numérica y las posiciones que ocuparon, en los cerros alrededor de debía pasar el enemigo. El propio Ricafort, en la mencionada carta al virrey, afirma que los patriotas eran 3500 a 4000 combatientes, pero apenas 350 tenían fusiles, y contaban con 4 cañones. Confirma esta versión el coronel realista José Carratalá en carta al cura de
Cocharcas, Manuel Renteros, firmada en Huamanga el 13 de diciembre de 1820, quien dice que los patriotas tenían sólo 300 fusiles.
Estaban al mando de un mestizo apellidado Barrera, pues sus jefes anteriores, el coronel indio Torres y su segundo Corvera (también indígena), fueron asesinados el día anterior al combate por sus propios soldados. Habían reunido tropas en Chupasconga o Chupaconga, hacienda cercana a Cangallo, pero al aproximarse los realistas se retiraron, lo que fue considerado un acto de cobardía o traición.

## Batalla
La población se defendió valientemente, pero los rebeldes no pudieron resistir un ataque simultáneo de la infantería y caballería monárquicas. Los atacantes se dividieron en dos columnas de infantería, sin reserva y centro por ser muy pocos. La izquierda a cargo del coronel Antonio Seoane y la derecha del propio Ricafort. El teniente coronel Valentín Ferraz dirigió a la caballería. Seoane dirigió a sus infantes en un asalto en el sector izquierdo mientras el brigadier lo hacia en el derecho, siempre apoyados por los jinetes de Ferraz. La caballería realista fue escoltada por su infantería en el ataque, que abrió fuego con sus fusiles y después se abalanzó sobre sus enemigos con las bayonetas. La pieza de artillería realista era custodiada por un escuadrón y desde su punto dominaba el campo y barría al enemigo. Los patriotas carecían de disciplina y pronto se inició una masacre, pues los asaltantes no perdonaban a nadie con quien se encontraban.
El pueblo fue saqueado por dos días y luego acabó completamente quemado. Las tropas monárquicas masacraron a mujeres, niños y ancianos en el proceso. El resto de las villas decidió recibir con homenajes y darles recursos a Ricafort en su paso a Huancayo para evitar la misma suerte. Carratalá se refiere del siguiente modo a la decisión patriota de dar batalla: «cometió [Barrera] el error de esperar [a] nuestras tropas; parece que el escarmiento ha correspondido al horror de la catástrofe».

## Consecuencias
Los sobrevivientes huyeron a los cerros en búsqueda de refugio. La derrota fue aun peor que la anterior. Acorde a una relación escrita por Ricafort, el 20 de diciembre en Huancavélica y publicada en la Gaceta de Lima el 4 de enero de 1821, los rebeldes muertos alcanzaron los 800. Sin embargo, otras fuentes elevan sus estimaciones a más de 1.000. Algunas fuentes partidarias de los patriotas mencionan que en Lima existía el rumor de que el brigadier fusiló a 40 prisioneros después de la batalla.
Por su parte, los realistas afirmaban haber sufrido solamente 8 contusos y 2 caballos maltratados. Sin embargo, un patriota dice que no contaron a los 40 milicianos de Huanta que fenecieron en el combate y que los rebeldes sólo sufrieron «cincuenta y tantos» hombres muertos, con algunas mujeres. Como menciona un historiador: «Como en toda guerra, sin embargo, las bajas propias eran ocultadas o maquilladas y las del enemigo, resaltadas».
A raíz del saqueo, Cangallo fue nombrada por el gobierno patriota como «Ciudad Heroica» el 27 de marzo de 1822. La «pacificación colonial» se había ensañado gravemente con los habitantes de dicha provincia. La victoria permitió al brigadier preparar la completa pacificación de la provincia de Huamanga. Para continuar su campaña, Ricafort decidió retroceder a Huamanga, donde llegó el 8 de diciembre, preparándose para un último enfrentamiento en Huancayo. Con su expedición, el brigadier iniciaba una nueva etapa en la guerra, donde no habría muchas grandes batallas, sino que pequeños combates y acciones de terror que involucrarían crecientemente a la población civil.